# La danza del fuoco
La danza del fuoco è un film del 1943 diretto da Giorgio Simonelli.